# Celestino Roque Secco
Celestino Roque Secco (Florianópolis, 6 de dezembro de 1949 – Florianópolis, 16 de novembro de 2018) foi um político brasileiro, filiado ao Partido Progressista Brasileiro (PPB).

## Carreira
Foi deputado à Assembleia Legislativa de Santa Catarina na 15ª legislatura (2003 — 2007).